# ŽKK Gospić
ŽKK Gospić je hrvatski ženski košarkaški klub iz Gospića. Sjedište je na adresi Ante Starčevića 17, Gospić.

## Poznate igračice
- Sandra Mandir
- Jelena Ivezić
- Marta Čakić
- Anđa Jelavić
- Slavica Pretreger
- Emanuela Salopek
- Marija Vrsaljko
- Sena Pavetić
- Vanda Baranović-Urukalo
- Ivona Bogoje
- Marina Mazić
- Mirjana Tabak
- Martina Gambiraža
- Simona Šoda
- Katarina Mrčela

## Domaći uspjesi
- prvakinje Hrvatske:[1] 2000., 2002., 2004., 2006., 2009., 2010., 2011., 2012.
doprvakinje: 2007., 2008.
prvakinje ligaškog dijela: 2006., 2007., 2010., 2012.
doprvakinje ligaškog dijela: 2007., 2008., 2011.
- osvajačice Kupa Hrvatske:[1] 2003., 2005., 2007., 2009., 2010., 2011., 2012.
finalistice Kupa Hrvatske:2000., 2002.,  2006., 2008.

MŽRKL
- prvakinje: 2004., 2010.
  - doprvakinje: 2005., 2008., 2011.

2010. je u izboru dnevnog športskog lista Sportske novosti izabran za žensku ekipu godine u Hrvatskoj.